# Kanton Montpellier-5
Kanton Montpellier-5 (francouzsky Canton de Montpellier-5) je francouzský kanton v departementu Hérault v regionu Languedoc-Roussillon. Tvoří ho pouze část města Montpellier a jeho městské čtvrti Moularès, Près-d'Arènes, Saint-Martin, Cité Mion, La Rauze, Tournezy a Pont-Trinquat.